# John P. Lewis
John Prior Lewis (Albany, 18 marzo 1921 – Montgomery, 26 maggio 2010) è stato un economista statunitense, consigliere presidenziale e forte sostenitore degli aiuti a favore dei paesi in via di sviluppo.

## Biografia
Lewis fece i suoi studi presso l'Università di Harvard dove ottenne un Master in Pubblica Amministrazione e un Ph.D. in Economia politica. Il suo principale interesse sia negli studi sia nell'attività di cooperazione internazionale è stato rappresentato dallo sviluppo economico. Fu professore all'Università dell'Indiana a partire dal 1950. Nel 1962 fu nominato Economic Adviser dal Presidente John F. Kennedy. Nel 1964 il Presidente Lyndon B. Johnson lo mise a capo della sede per l'India dell'Agenzia americana per lo sviluppo internazionale (USAID). 
Il Presidente Jimmy Carter lo chiamò a presiedere il Comitato statunitense per l'assistenza allo sviluppo dell'OCSE. Dal 1969 al 1974 è stato Dean della prestigiosa Woodrow Wilson School of Public and International Affairs dell'Università di Princeton. I più significativi contributi scientifici di Lewis riguardano il sottosviluppo, la diseguaglianze sociali, la cooperazione allo sviluppo a livello internazionale e l'analisi critica dell'operato della Banca Mondiale nel suo primo mezzo secolo di vita. Fra i suoi allievi l'italiano Arnaldo Mauri di cui fu ospite a Milano nel 1960. Agli inizi degli anni ottanta patrocinò la chiamata a Princeton dell'economista scozzese Angus Deaton, Nobel 2015 per l'economia. 
Lewis come studioso e come manager pubblico si è sempre battuto contro le diseguaglianze sociali all'interno degli USA e a favore degli aiuti internazionali.
Morì all'età di 89 anni per cause naturali il 26 maggio 2010 a Montgomery Township, nel New Jersey, dove viveva al momento della sua morte in una comunità di pensionati. Gli sopravvissero due figlie, sei nipoti; e due pronipoti. Sua moglie, June Estelle Ryan, è morta nel 2009 e una figlia nel 2008.

### Pubblicazioni
Fra le opere di Lewis ricordiamo:
- Business Conditions Analysis, McGraw-Hill, New York, 1959;
- Development Strategies Reconsidered (con V. Kallab), Oversea Development Council, Washington D.C., 1986.
- India's Political Economy, Governance and Reform, Oxford University Press, Delhi, 1995;
- The World Bank: its first half century (con D. Kapur e R. Webb), Brookings Institution, Washington D.C., 1997.
- Development Cooperation: Efforts and Policies of the Members of the Development Assistance Committee. Report, OCED, Parigi, 1979.